# 황성원 (아나운서)
황성원은 대전MBC의 前 아나운서이다.

## 주요 경력
- 2019년 9월 9일 ~ 2021년 9월 10일 : 대전MBC 아나운서

## 같이 보기
- 김경섭
- 유지은
- 조민경
- 남유식
- 임보라